# Bumbești-Jiu
Bumbești-Jiu (Ausspracheⓘ) ist eine Kleinstadt im Kreis Gorj in Rumänien.

## Geographische Lage
Bumbești-Jiu liegt im Vorland der Südkarpaten, zwischen den Ausläufern der Gebirge Vâlcan im Westen und Parâng im Osten, beidseits des Flusses Jiu (deutsch Schil). Die Kreishauptstadt Târgu Jiu befindet sich etwa 20 km südlich.

## Geschichte
Auf dem Territorium der heutigen Stadt liegen die Reste dreier römischer Verteidigungsanlagen aus dem 2. Jahrhundert. Die bedeutendste davon war das Kastell Bumbeşti-Jiu, daneben gibt es auch noch das Kastell Vârtop und das Kastell Pleșa.
Seit dem 14. Jahrhundert sind die Klöster Lainici und Vișina bezeugt. Ein Dokument aus dem Jahr 1514 nennt Bumbești als Besitz des Klosters Vișina.
Bumbești-Jiu war ursprünglich ein kleineres, von Landwirtschaft und Viehzucht geprägtes Dorf. Seit Beginn des 20. Jahrhunderts und durch die Bahnanbindung begann die Ansiedlung von Industrie, die vor allem in Holz- und Steinverarbeitung bestand. In Steinbrüchen wurden Marmor und Granit gefördert. 1989 erhielt Bumbești-Jiu den Status einer Stadt.
Weitere wichtige Wirtschaftszweige der Stadt sind die Rüstungs- und Metallindustrie, die Lebensmittelverarbeitung, die Energieerzeugung und die Landwirtschaft. 2022 unternahm der rumänische Energiekonzern Hidroelectrica erneut Schritte, um Umweltgenehmigungen zu erhalten, damit das 2004 angefangene Wasserkraftwerk auf dem Gebiet von Bumbești-Jiu zu beenden. Das Projekt wurde 2017 gestoppt als es etwa 90 % fertiggebaut war und über 17 Millionen Euro kostete.

## Bevölkerung
Bei der Volkszählung 2002 lebten in der Stadt 10.617 Personen, darunter 10.329 Rumänen und 272 Roma. Von den 8932 Menschen der Kleinstadt waren im Jahre 2011 8269 Rumänen, 325 Roma, sieben Magyaren u. a. Ethnien.

## Verkehr

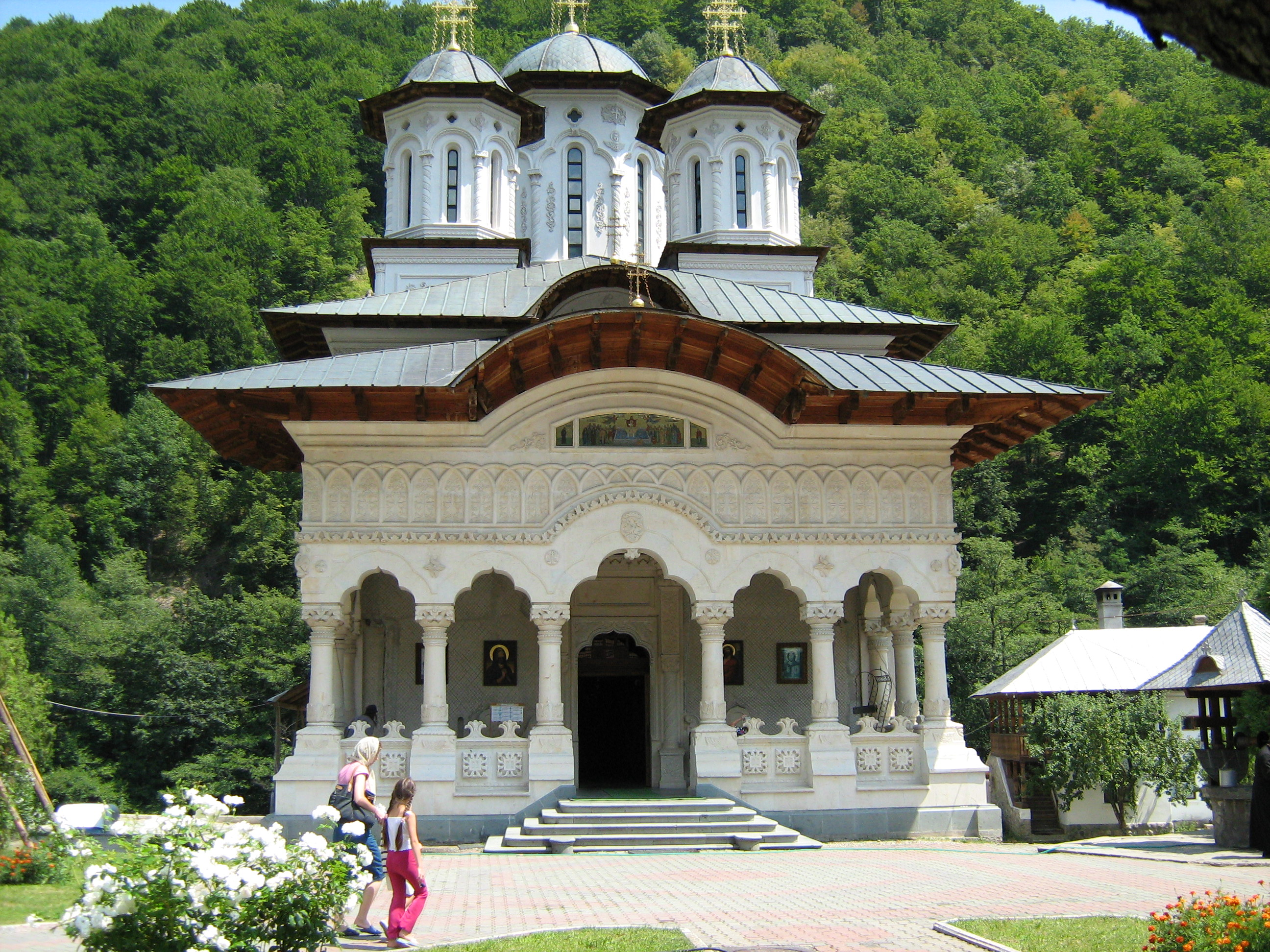
Kloster Lainici

Bumbești-Jiu hat seit 1916 Bahnanschluss nach Târgu Jiu und war für mehrere Jahrzehnte Endhaltestelle dieser Bahn. 1924 nahm man den aufwändigen Bau der Strecke in das Bergbaugebiet des oberen Schiltals (Petrila, Petroșani, Lupeni) in Angriff, der mit Unterbrechungen bis 1948 dauerte. Diese durch Bumbești-Jiu verlaufende Bahnlinie dient vorrangig dem Gütertransport (Kohle). Auch der Personenverkehr ist von Bedeutung; in beide Richtungen verkehren derzeit (2009) etwa vier Schnell- und sechs Nahverkehrszüge. Insgesamt sechs Bahnhöfe liegen im Bereich der Stadt. Die Schnellzüge halten im Bahnhof Valea Sadului. Außerdem bestehen Busverbindungen in die Kreishauptstadt Târgu Jiu. Durch die Stadt verläuft die Europastraße 79.

## Sehenswürdigkeiten
- Klöster Lainici und Vișina
- Ethnografisches Museum im Ortsteil Curtișoara
- Nationalpark Defileul Jiului

## Söhne und Töchter der Stadt
- Corina-Isabela Peptan (* 1978), Schachspielerin, zugleich Ehrenbürgerin